# Görike

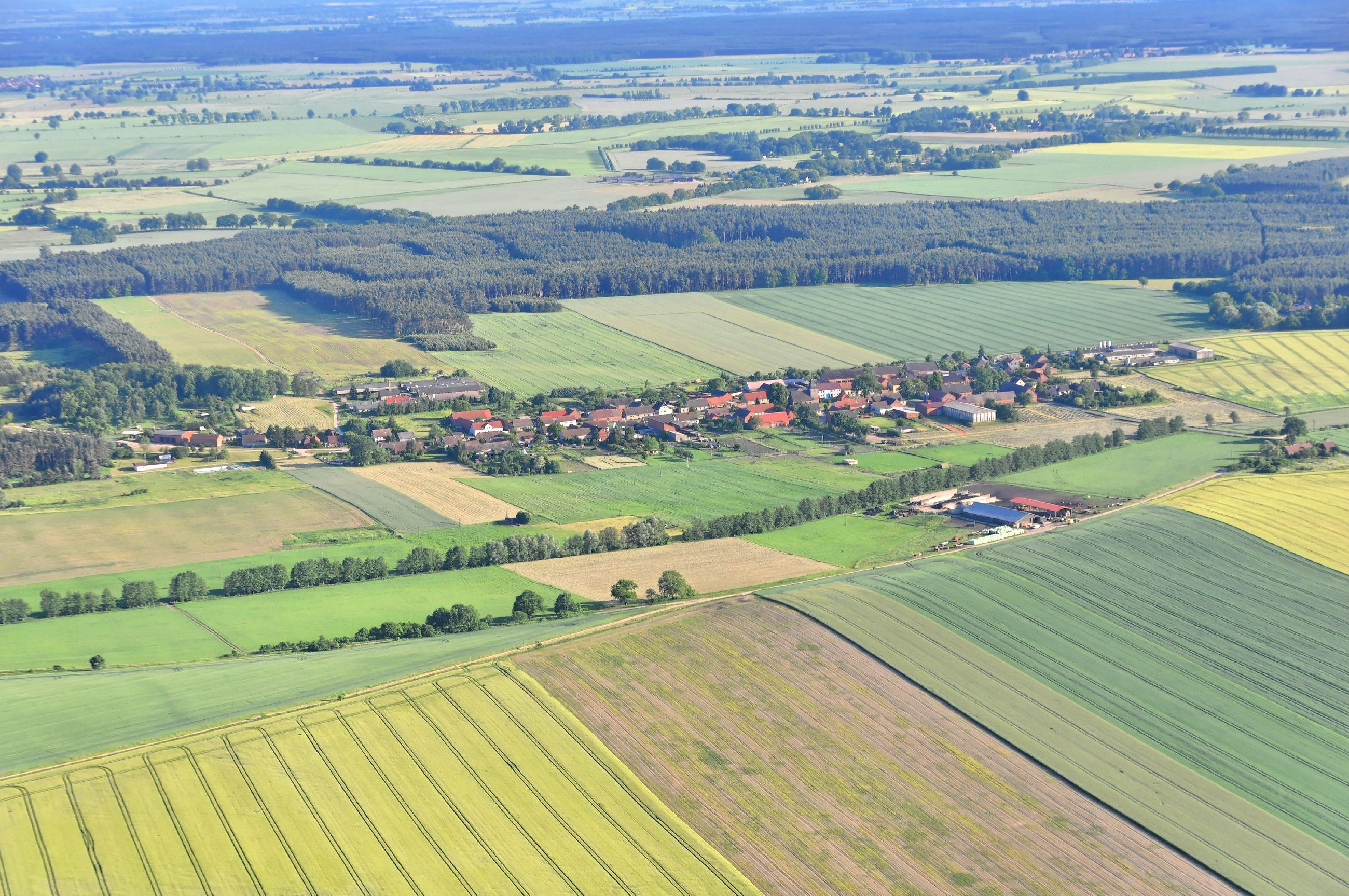
Görike (2013)

Görike ist ein Ortsteil der Gemeinde Gumtow in der Prignitz (Deutschland). Görike war bis 2002 eine selbständige Gemeinde, die zum Amt Gumtow gehörte. Seit dem 30. Juni 2002 ist sie Teil der Gemeinde Gumtow. Häufig ist der Ort auch in der Falschschreibweise Göricke zu finden.

## Lage
Görike liegt im südlichen Teil des Gemeindegebietes von Gumtow. Das Angerdorf grenzt im Süden an Bendelin und im Westen an Netzow, beides Ortsteile der Gemeinde Plattenburg. Im Norden folgen Schönhagen, im Osten Granzow und im Südosten Barenthin (Ortsteile der Gemeinde Gumtow). 1900 umfasste die Gemarkung 988 ha.

## Geschichte
Der Ort wird 1344 als Gorcke erstmals urkundlich erwähnt. Der Name wird von altpolabisch Gorka bzw. Gorky = ‚Ansiedlung am kleinen Berg‘ ableitet, wobei Gorky die Verkleinerungsform zu Gora = ‚Berg‘ ist. 1551/54 hatte das Dorf 34 Hufen, die von 13 Hüfnern bewirtschaftet wurden. 1576 wurden erstmals eine „Mühle im Felde“ (= Windmühle) und ein Schmied erwähnt. 1686 war auch bereits ein Krug am Ort. 1800 hatte das Dorf 42 Feuerstellen, 1860 hatte der Ort vier öffentliche Gebäude, 58 Wohnhäuser und 83 Wirtschaftsgebäude; dazu gehörten eine Getreidemühle und zwei Ziegeleien. 1945 wurden im Rahmen der Bodenreform 194,8 ha enteignet und aufgeteilt. 1960 hatte die örtliche LPG 121 Mitglieder, die insgesamt 825 Hektar Nutzfläche bewirtschafteten. 1945 hatte die Gemeinde noch 481 Einwohner.
Görike liegt am Pilgerweg Berlin–Wilsnack, der seit dem Ende des 14. Jahrhunderts begangen wurde.

## Sehenswürdigkeiten
Görike besitzt eine Feldsteinkirche in Saalform, die an ihrer Ostseite noch die ursprünglichen drei Spitzbogenfenster aufweist. Sie stammt im Kern wohl aus der 1. Hälfte des 14. Jahrhunderts. Der Westturm wurde erst im 15. Jahrhundert ausgebaut. Die im Innern flachgedeckte Kirche besitzt einen aufwändigen spätgotischen Flügelaltar aus der Mitte des 15. Jahrhunderts.